# ژان-لوپ ۵۲۳۵
سیارک ۵۲۳۵ (به انگلیسی: 5235 Jean-Loup، نامگذاری:1990SA1) پنج هزار و دویست و سی و پنجمین سیارک کشف شده‌است که در ۱۶ سپتامبر ۱۹۹۰ کشف شد.
قدر مطلق سیارک برابر ۱۲٫۸۰ است.